# جواكيم لافي
جواكيم لافي (بالبرتغالية: Joaquim Levy‏) هو اقتصادي وسياسي برازيلي، ولد في 17 فبراير 1961 في ريو دي جانيرو في البرازيل. انتخب وزير المالية (2015 – 21 ديسمبر 2015).